# Horyń
Horyń (ukr. Горинь Horyń, biał. Гарынь Haryń, ros. Горынь Goryń) – rzeka na Ukrainie i Białorusi, prawy dopływ Prypeci o długości 659 km i powierzchni dorzecza 27 700 km².
Rzeka wypływa ze źródeł położonych pomiędzy Wzgórzami Krzemienieckimi a Woroniakami, płynie przez Wyżynę Wołyńską i Polesie, a do Prypeci uchodzi na północ od miasta Dawidgródek.
Horyń jest żeglowny na odcinku 291 km od ujścia
Główne dopływy:
- prawe: Uście, Słucz.

Ważniejsze miejscowości nad Horyniem: Zasław, Sławuta, Ostróg, Janowa Dolina, Stepań, Dąbrowica, Kołki, Udryck, Rzeczyca, Stolin, Białousza, Dawidgródek.